# Habrolepis diaspidi
Habrolepis diaspidi är en stekelart som först beskrevs av Jean Risbec 1951.  Habrolepis diaspidi ingår i släktet Habrolepis och familjen sköldlussteklar. Inga underarter finns listade i Catalogue of Life.